# 奥村ひのき
奥村 ひのき（おくむら ひのき 3月3日 - ）は、日本のイラストレーター。神奈川県出身。

## 主な作品

### イラスト
- おおコウスケよ、えらべないとはなさけない!（『富士見ファンタジア文庫』、原作：竹岡葉月）